# 線鰭擬鮟鱇
線鰭擬鮟鱇（学名：Lophiodes spilurus），為輻鰭魚綱鮟鱇目鮟鱇亞目鮟鱇科的其中一種，分布於東太平洋區，美國加州至智利海域，棲息深度120-475公尺，體長可達30公分，生活在大陸棚及大陸坡，為深海底棲性魚類，屬肉食性，生活習性不明。

## 擴展閱讀
維基物種上的相關：線鰭擬鮟鱇